# شديق
شديق وهي قرية من قرى محافظة بيشة التابعة إلى منطقة عسير في المملكة العربية السعودية.

## التسمية والموقع
شديق في اللغة: وهي تصغير لكلمة شدق والتي تعني طفطفة الفم من باطن الخدين وشدق الوادي عرضاه وناحيته والجمع منها اشداق.
وتقع قرية شديق شمال وادي بيشة على بعد أقل من 1 كيلو متر وشرق مركز الثنية على بعد 11 كيلاً وغرب مدينة بيشة على بعد حوالي 30 كيلو متراً حيث تقع على الطريق الواصل بين بيشة وسبت العلاية، وهي قسمان شديق القديم وشديق الجديد، وهما قريتان للهزر وبني سعد من أكلب، وقد ذكرها محمد أبو زيد الشهراني في قصيدة طويلة سندت إلى خمسة شعراء من شعراء أكلب وكانت سبباً وكانت سبباً في الصلح بين قبيلتي شهران وأكلب ومن أبياتها:
- يا الله يا منشى المزون المراديف يا مسيل الريضان عقب التشافي
- يا راكب خمس سمان مواجيف دغم الخشوف الي تذب القيافي
- الأوله بالعطف تاخذ محاريف وركابها يقدم لبيت من شافي
- وثلاث للثنية تباري مواليف والكل منها له طريق وملافي
- بشديق تلقا لابة تشغل الكيف ستر العذاري لا رمن الغدافي
- نبغي لهم حق ومجلس وتكاليف والعذر من الاثنين ما هو بكافي
- ترضى بني تغلب من الحيف للحيف وشهران ترضى عن هروج تزافي
- ما عندنا بالقول زود وتخاريف الحج لله والطواف الطوافي

وتضم القرية عدداً من المدارس والمساجد ومركزاً صحياً ومركز هاتف ومحطة كهرباء بيشة،  وتعاني المنطقة من التقصير وسوء بعض الخدمات.

## انهيار سد تبالة
في الأول من مايو/أيار عام 2013 انهار سد تبالة ليتم إخلاء أهالي القرى الواقعة على ضفاف الوادي لتتأثر قرى الثنية وتبالة والصبحي وشديق،